# 19回目のクリスマスはちょっと違う
『19回目のX'masはちょっと違う』（じゅうきゅうかいめのクリスマスはちょっとちがう）は、1994年11月23日に発売された、日本の歌手・須賀響子のデビューシングル。発売元はビクターエンタテインメント。
デビューアルバム「きっとこれからも」に先行して発売されたシングルである。
雑誌「GiRLPOP」vol.11（1995年1月号）にて、須賀響子は「自分がまだうまく出せないんですね。自分でもまだ、本当の自分がなんなのかはっきりわからない。」とコメントしている。

## 収録曲
| #  | タイトル                                              | 作詞       | 作曲       |
| -- | ----------------------------------------------------- | ---------- | ---------- |
| 1. | 「19回目のX'masはちょっと違う」                       | 久保田洋司 | 久保田洋司 |
| 2. | 「あなたを守りたい」                                  | 鈴木彩子   | 鈴木彩子   |
| 3. | 「19回目のX'masはちょっと違う」(オリジナル・カラオケ) | 久保田洋司 | 久保田洋司 |
| 4. | 「あなたを守りたい」(オリジナル・カラオケ)            | 鈴木彩子   | 鈴木彩子   |

## 書籍
取材記事が掲載された書籍を示す。
- GiRLPOP vol.11(1995年1月号)